# Strada statale 28 del Colle di Nava

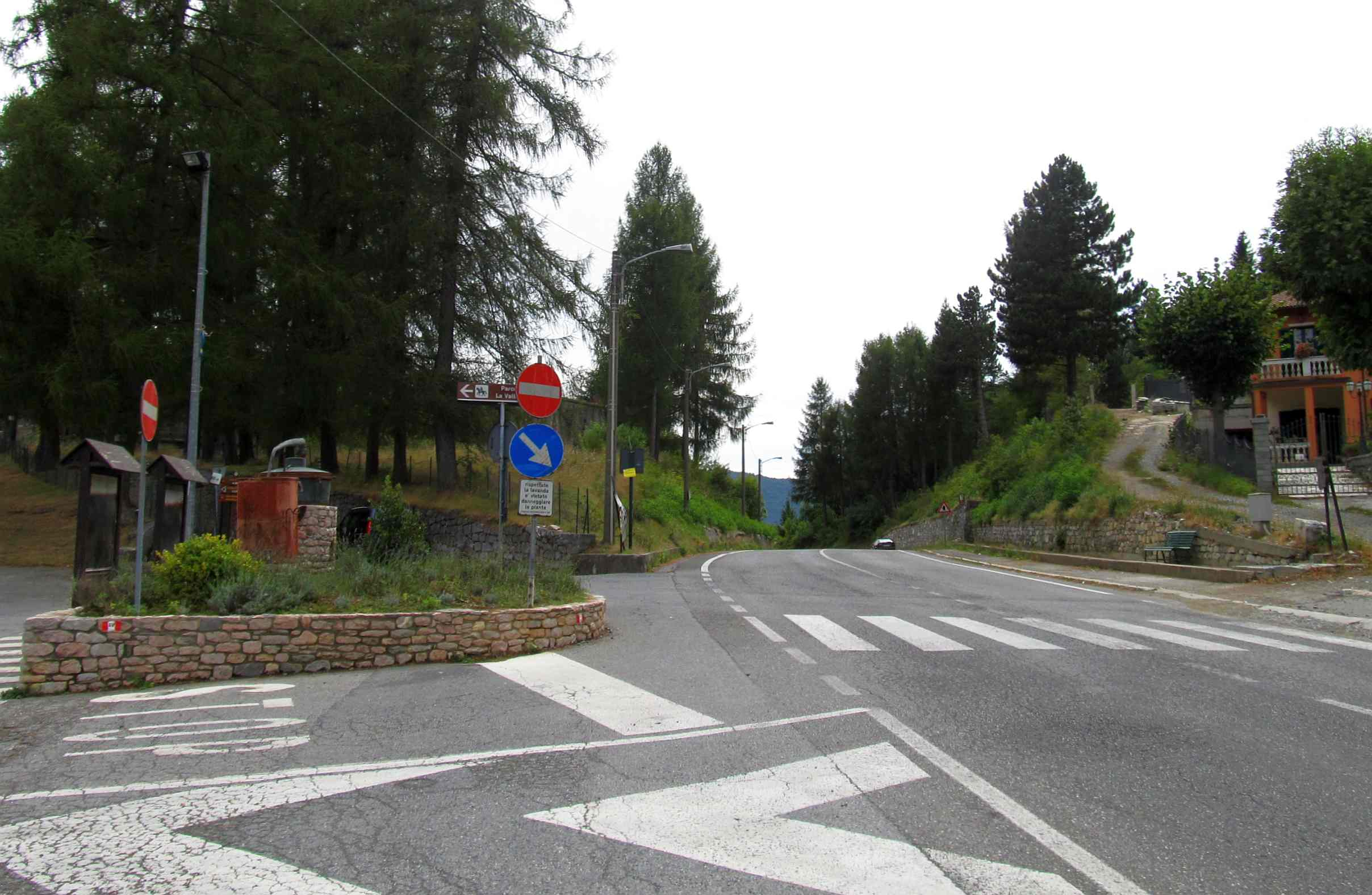
Il colle di Nava

La strada statale 28 del Colle di Nava (SS 28) è una strada statale italiana. Inizia a Genola, dalla strada statale 20 del Colle di Tenda e di Valle Roja e, dopo pochi km, arriva a Fossano, che si supera con una breve circonvallazione esterna. Supera poi il fiume Stura di Demonte e, su un tracciato pianeggiante e agevole, tocca i comuni di Trinità, Magliano Alpi, nei pressi del quale interseca la ex strada statale 22 di Val Macra, e arriva a Mondovì.
La strada prosegue passando nei comuni di Vicoforte, San Michele Mondovì, in un tratto parzialmente rettificato rispetto a quello che fra il 1881 e il 1953 vide la presenza del binario della tranvia Mondovì-San Michele.
A Lesegno si entra nella Valle del Tanaro, per raggiungere Ceva. La strada discende poi, sempre seguendo il corso del fiume Tanaro, verso Nucetto, Bagnasco, Pievetta, Priola, Garessio e Ormea. Entra quindi in Liguria, alla progressiva chilometrica 94,944, dove passa attraverso il Colle di Nava e discende pian piano verso la costa ligure attraversando Pornassio, Pieve di Teco, ove è presente una variante per evitare di attraversare il centro abitato, Chiusavecchia, che viene evitata con un tratto in galleria, Pontedassio, che si taglia con una deviazione, e giunge infine ad Imperia, dove si immette sul tratto urbano della stessa, arrivando a monte della città, a breve distanza dal percorso della strada statale 1 Via Aurelia.
In seguito al decreto legislativo n. 112 del 1998, dal 2001, la gestione del tratto Genola - Fossano è passata dall'ANAS alla Provincia di Cuneo, che ha ridenominato la strada come provinciale con il nuovo nome di strada provinciale 428 di Genola.
Dal 2021, in occasione del piano di rientro strade, la tratta suddetta è passata nuovamente in gestione all'ANAS.

## Curiosità

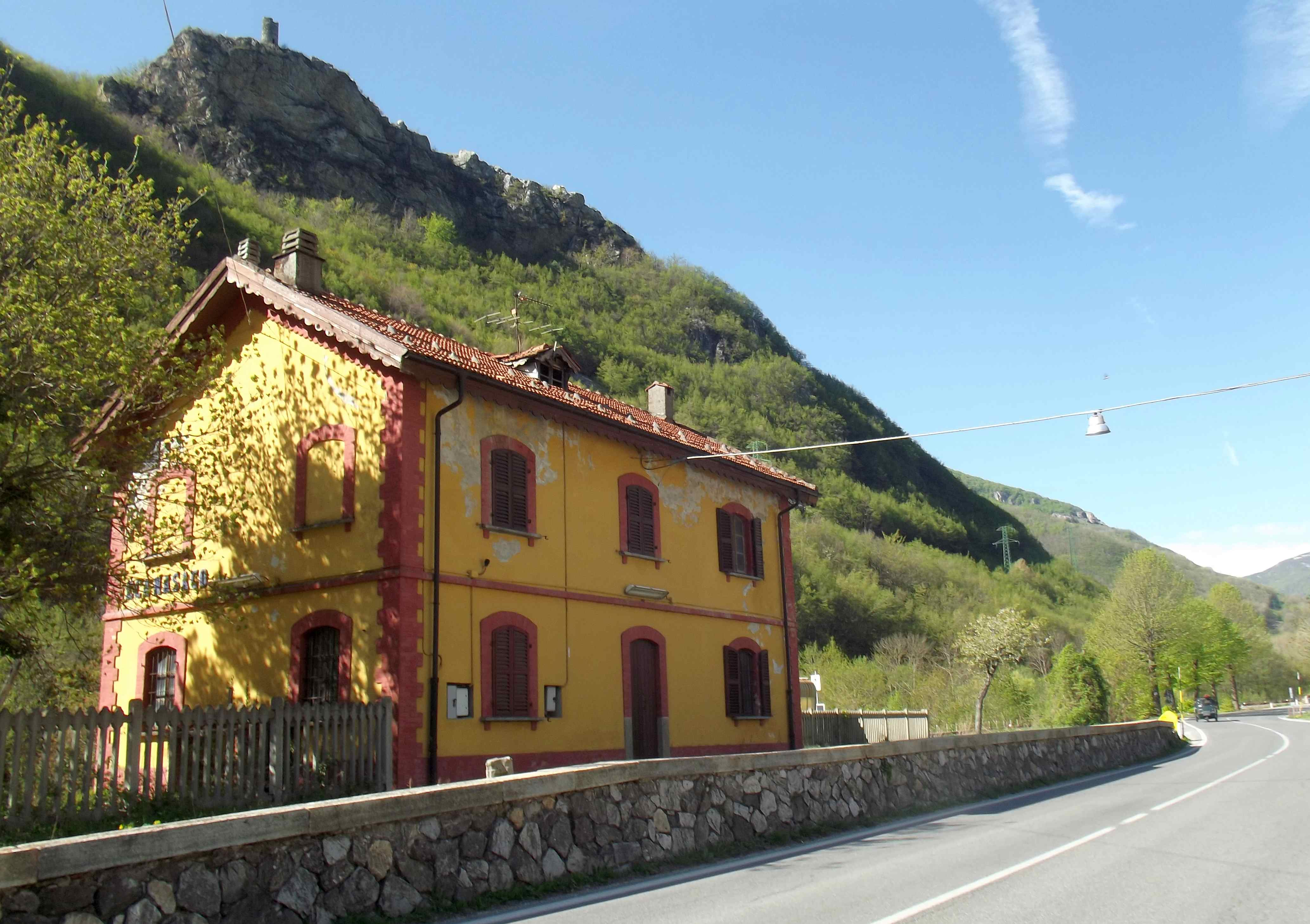
Stazione ferroviaria di Eca Nasagò in val Tanaro (Ormea, fraz. Nasagò)

Nel corso degli anni, la strada statale 28 è stata adeguata agli standard di traffico che via via richiedevano modernizzazioni e adeguamenti del tracciato. In particolare, nel 1980 è stata inaugurata la variante del Colle San Bartolomeo, che prevede tra l'altro la galleria principale lunga 1800 m ed il viadotto Uveghi lungo 1185 m; questo ha causato un accorciamento del tracciato di circa 8 km, con la progressiva chilometrica che possiede un salto dal valore 120,2 al valore 128, dove esso si ricongiunge con quello vecchio (dal lato verso Imperia).
Nel 2002 si è aperta al traffico la variante di Pontedassio.
La tangenziale di Mondovì è già stata aperta per quanto riguarda il primo e secondo tronco (rispettivamente 1994 e 2004) ma sarà funzionale al tracciato della statale solo quando sarà completato il terzo ed ultimo tratto oggi in attesa di finanziamento.
La variante di Pieve di Teco è stata aperta a fine marzo 2011, mentre quella di Chiusavecchia nel dicembre 2009.
È in fase di progetto definitivo l'opera di cui si parla da 30 anni: la variante al colle di Nava, asperità principale dal tragitto, con la galleria di base di 2970 m di lunghezza, che partirà dalla frazione Cantarana nel comune di Ormea e raggiungerà l'inizio della variante all'abitato di Pieve di Teco.

## Strada Provinciale 12 Fondovalle Tanaro
La ora strada provinciale 12 Fondovalle Tanaro (SP 12  Ex SS28 dir), è una strada provinciale italiana. Ha origine dal nord del centro abitato di Mondovì su un tracciato pianeggiante; dopo pochi km la strada interseca la ex strada statale 564 Monregalese e prosegue verso nord affiancandosi al corso del fiume Tanaro. Passata nei pressi del comune di Bastia Mondovì, entra dopo pochi km a Carrù.
In seguito al decreto legislativo n. 112 del 1998, dal 2001, la gestione è passata dall'ANAS alla Provincia di Cuneo, che ha ridenominato la strada come provinciale con il nuovo nome di strada provinciale 12 Fondovalle Tanaro.

## Strada Provinciale 28 bis del Colle di Nava - Strada Provinciale 430 di Ceva
La ex strada statale 28 bis del Colle di Nava (SS 28 bis), ora strada provinciale 430 di Ceva (SP 430), nel cuneese, o strada provinciale 28 bis del Colle di Nava (SP 28 bis), nel savonese, è una strada provinciale italiana. Funge praticamente da collegamento tra la strada statale 28 del Colle di Nava e la ex strada statale 29 del Colle di Cadibona; ha inizio a Ceva e, affiancata all'autostrada A6, tocca i comuni di Priero, Montezemolo ed entra in Liguria. Da qui la strada, prosegue per Millesimo, toccando i paesi di Roccavignale, Cosseria e arriva a Carcare.
In seguito al decreto legislativo n. 112 del 1998, dal 2001, la gestione è passata dall'ANAS alla Provincia di Cuneo, che ha ridenominato la strada come provinciale con il nuovo nome di strada provinciale 430 di Ceva, e alla Provincia di Savona.